# Travedona-Monate

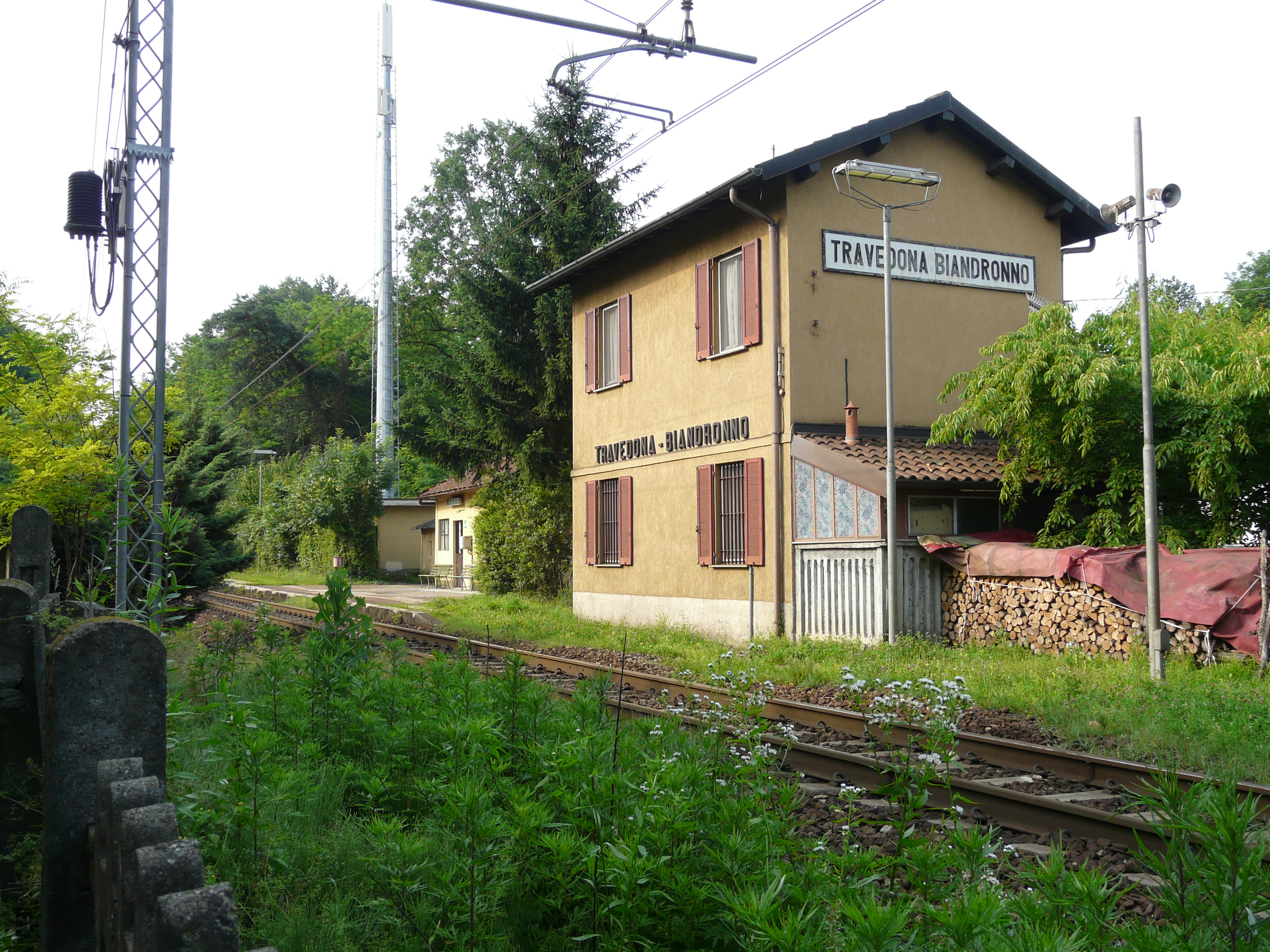
Bahnhof Travedona-Biandronno

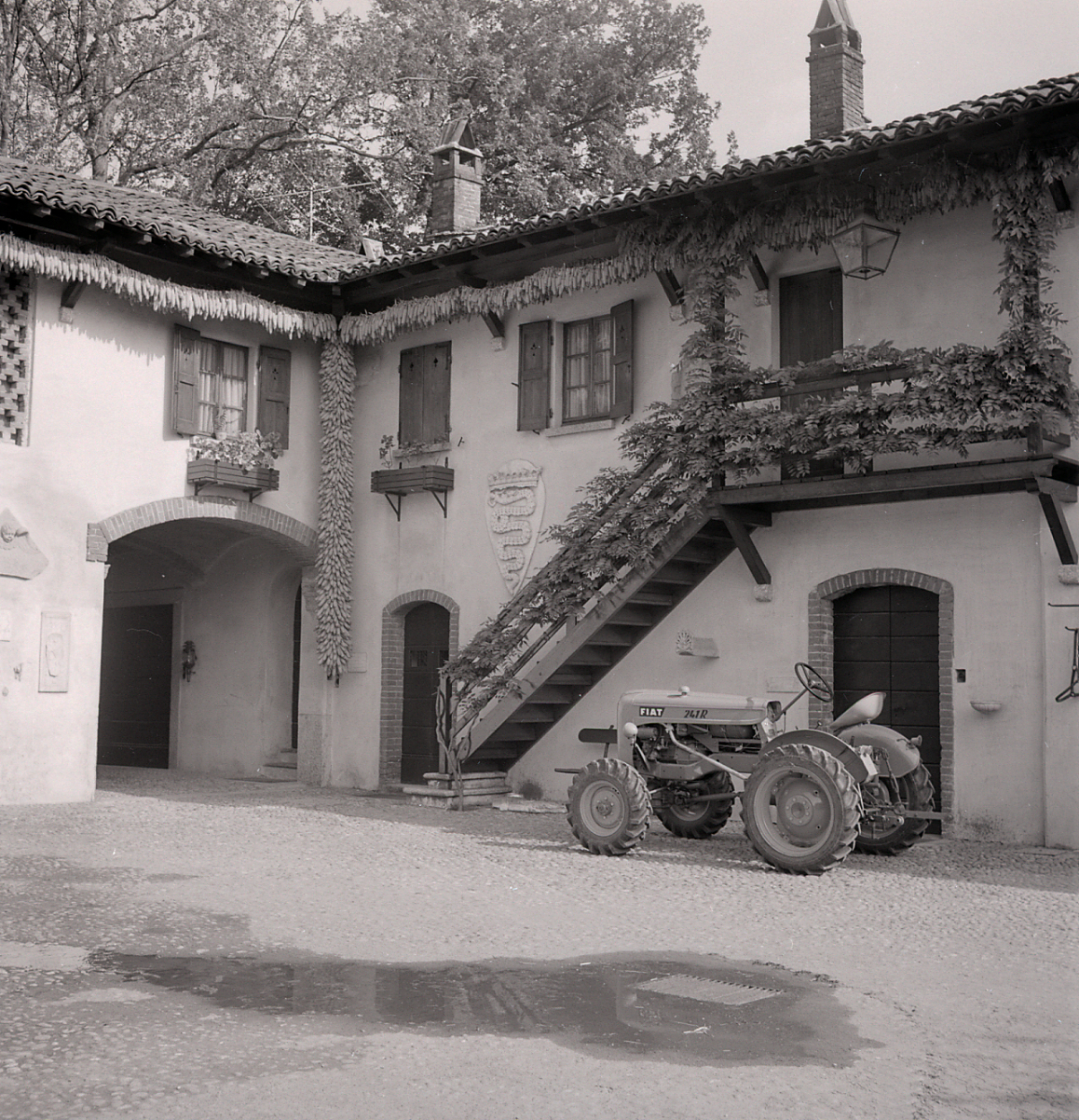
Paolo Monti, Historisches Bild, Villa La Motta (1964)

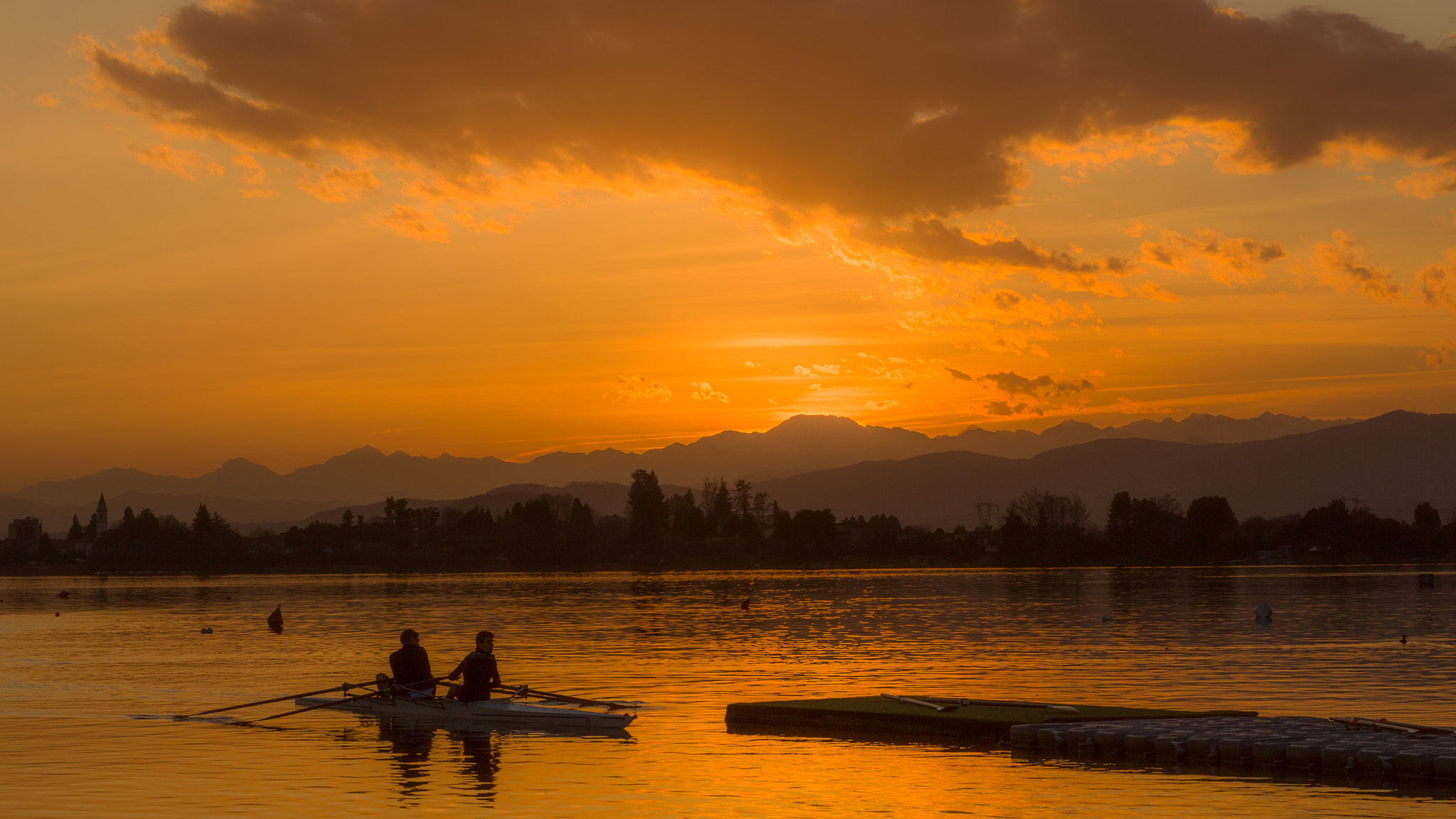
Lago di Monate

Travedona-Monate ist eine Gemeinde in der Provinz Varese in der Region Lombardei.

## Geographie
Die Gemeinde liegt zwischen dem Lago Maggiore und dem Lago di Varese am Lago di Monate und bedeckt eine Fläche von 9 km². Zu Travedona-Monate gehören die Fraktionen Monate, Chiosetto, Faraona, Fornacette, Moncucco, Montebello, Mulini, Piane, Ronco, Cascina Monteggia und Villaggio Ignis. Die Nachbargemeinden von Travedona-Monate sind Biandronno, Brebbia, Bregano, Cadrezzate, Comabbio, Ispra, Malgesso, Osmate und Ternate.

## Toponomastik
Der Name Travedona ist der erste Teil des Namens vom lateinischen intra oder trans und vedona (abetona), heißt also zwischen der Tanne. Monate, leitet sich vom lateinischen Namen der Person Mon(n)us mit dem Zusatz -ate oder vom lateinischen Lamone ab, das einen Sumpf und damit den kleinen See von Monate bezeichnet.

## Geschichte
Die zur Gemeinde Brebbia gehörende Ortschaft Travedona wird in den Statuten für die Straßen und Gewässer der Grafschaft Mailand erwähnt: Sie gehörte zu den Gemeinden, die zur Instandhaltung der Straße nach Rho beitrugen (1346). In den Registern des Estimo (Grundbuch) des Herzogtums Mailand von 1558 und den nachfolgenden Aktualisierungen im 17. Jahrhundert war Travedona noch in derselben Pieve enthalten. Nach den Antworten auf die 45 Fragen des Jahres 1751 der II. Junta der Volkszählung war die Gemeinde Travedona mit Giulio Visconti Borromeo Arese belehnt, an den sie jedes Jahr insgesamt 27 Lire, 18 Soldi und 6 Denari zahlte. Oberster Richter war der Vikar von Seprio mit Sitz in Gallarate, dem keine Bezüge gezahlt wurden. Der Konsul legte in der Vikariatsbank einen Eid ab. Für ein geringeres Amt wurde der Podestà der Pfarrei in Gavirate ernannt, an den jährlich 5 Lire, 5 Soldi und 9 Denari gezahlt wurden. Außerdem zahlten sie jährlich 6 Lira an den Bürgermeister der Provinz für die Instandhaltung der Straße von Mailand nach Rho. Die Gemeinde verfügte nicht über einen allgemeinen Rat, sondern über einen besonderen Rat. Es gab zwei Bürgermeister oder Abgeordnete, die vom Volk gewählt wurden, das mit dem Läuten der Glocke und einer achttägigen Vorankündigung durch den Konsul auf den öffentlichen Platz gerufen wurde. Die Gemeindemitglieder wählten die Personen aus, die sie für am fähigsten hielten. Die Namen der Auserwählten wurden in einen Hut geworfen, aus dem der Konsul zwei Namen zog, die je nach Vereinbarung für zwei oder drei Jahre zu Abgeordneten gewählt wurden. Die gewählten Vertreter kümmerten sich um die öffentlichen Angelegenheiten der Gemeinde und überwachten die Gerechtigkeit der öffentlichen Verteilungen. Der Kanzler Giovanni Battista Cotta war seit 1720 gewählt worden. Er erhielt ein Jahresgehalt von 34 Lire und bewahrte die städtischen Unterlagen in einer als Archiv genutzten Sakristei auf.

## Bevölkerung
| Bevölkerungsentwicklung | Bevölkerungsentwicklung | Bevölkerungsentwicklung | Bevölkerungsentwicklung | Bevölkerungsentwicklung | Bevölkerungsentwicklung | Bevölkerungsentwicklung | Bevölkerungsentwicklung | Bevölkerungsentwicklung | Bevölkerungsentwicklung | Bevölkerungsentwicklung | Bevölkerungsentwicklung | Bevölkerungsentwicklung | Bevölkerungsentwicklung | Bevölkerungsentwicklung |
| ----------------------- | ----------------------- | ----------------------- | ----------------------- | ----------------------- | ----------------------- | ----------------------- | ----------------------- | ----------------------- | ----------------------- | ----------------------- | ----------------------- | ----------------------- | ----------------------- | ----------------------- |
| Jahr                    | 1751                    | 1805                    | 1809                    | 1853                    | 1871                    | 1881                    | 1901                    | 1921                    | 1951                    | 1971                    | 1991                    | 2001                    | 2011                    | 2021                    |
| Einwohner               | 469                     | 769                     | *1040                   | 832                     | 1621                    | 1830                    | 2100                    | 2146                    | 2004                    | 3005                    | 3340                    | 3337                    | 4022                    | 3999                    |

- 1809 Fusion mit Monate und Cazzago

## Veranstaltungen
- Fest Madonna della Neve, jedes Jahr am 5. August

## Sehenswürdigkeiten
- Spätromanische Kirche Madonna della Neve (Mitte 14. Jahrhundert) mit schönem geschnitzten Portal, bewahrt alte Fresken, u. a. Kreuzigung, Madonna mit Kind und im Apsis Madonna in trono con san Martino e san Bernardino.
- Casa Castello (14. Jahrhundert)